# Epitomus alpicola
Epitomus alpicola är en stekelart som först beskrevs av Gabriel Strobl 1901.  Epitomus alpicola ingår i släktet Epitomus och familjen brokparasitsteklar. Inga underarter finns listade i Catalogue of Life.